# Pinctada
Pinctada, perłopław perłorodny – rodzaj małży z rodziny perłopławowatych (Pteriidae). W języku polskim są nazywane, wraz z rodzajem Pteria, perłopławami.
Zasiedla wody ciepłe, głównie tropikalne i subtropikalne. Ma zasięg globalny. Największy gatunek Pinctada maxima
dorasta do 30 cm i 5,5 kg wagi. Długowieczne gatunki Pinctada maxima i Pinctada margaritifera żyją do 15 lat.
Rodzaj ten jest głównym producentem wysokiej jakości morskich pereł jubilerskich. Wytwarzana przez niego masa perłowa i perły są stosowane do wyrobu ozdób.

## Systematyka

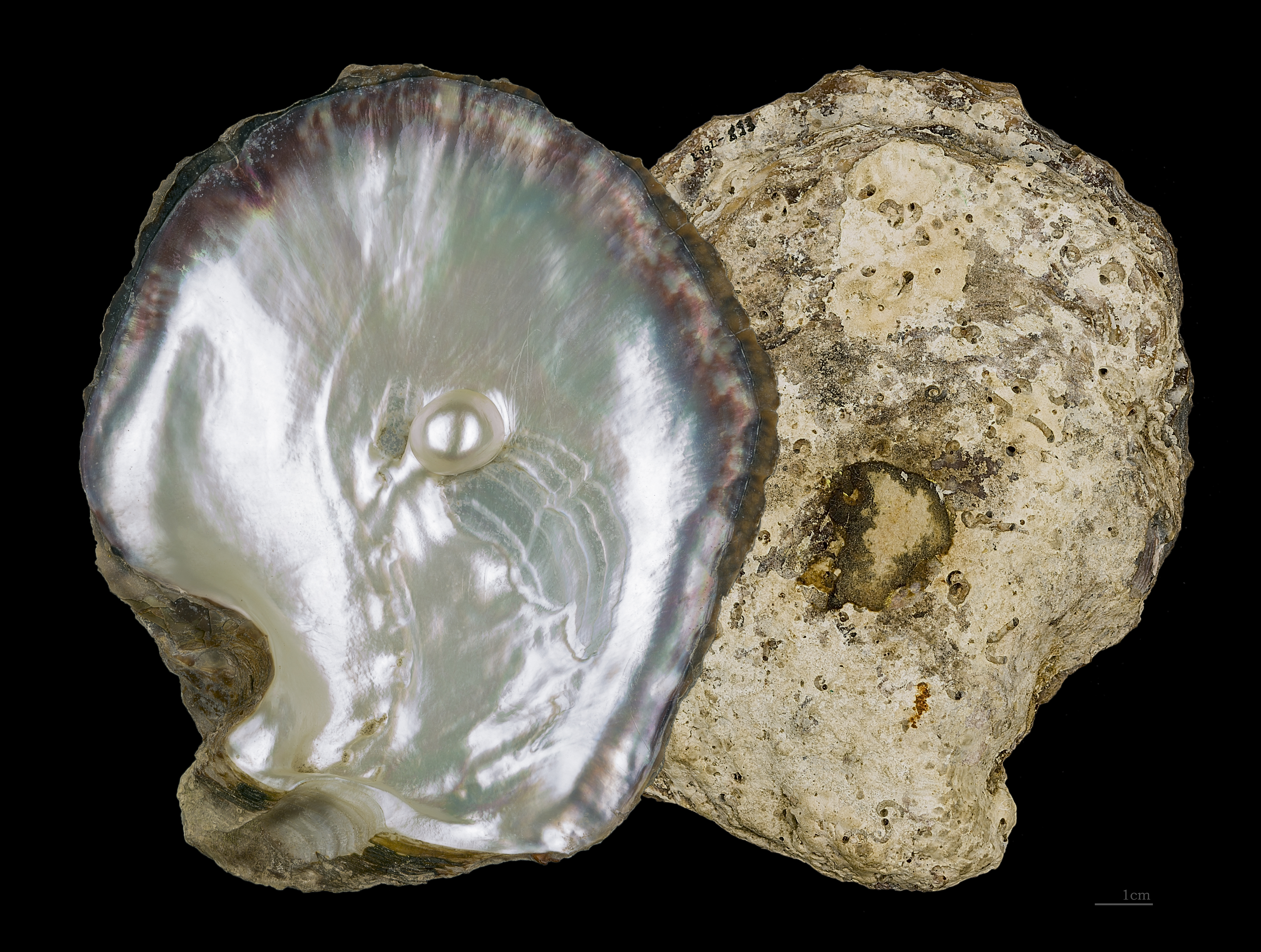
Pinctada margaritifera

Do rodzaju Pinctada zaliczane są gatunki (Lista za: ):
- Pinctada albina (Lamarck, 1819)
- Pinctada capensis (G.B. Sowerby III, 1890)
- Pinctada chemnitzii (Philippi, 1849)
- Pinctada imbricata Röding, 1798
- Pinctada longisquamosa (Dunker, 1852)
- Pinctada maculata (Gould, 1850)
- Pinctada margaritifera (Linnaeus, 1758)
- Pinctada maxima (Jameson, 1901)
- Pinctada mazatlanica (Hanley, 1855)
- Pinctada nigra (Gould, 1850)
- Pinctada colymbus Röding, 1798 uznany za Pteria colymbus (Röding, 1798)
- Pinctada epitheca Iredale, 1939 uznany za Pinctada chemnitzii (Philippi, 1849)
- Pinctada foliacea Röding, 1798 uznany za Pinctada margaritifera (Linnaeus, 1758)
- Pinctada fucata (Gould, 1850) uznany za Pinctada imbricata fucata (Gould, 1850)
- Pinctada galtsoffi Bartsch, 1931 uznany za Pinctada margaritifera (Linnaeus, 1758)
- Pinctada penguin Röding, 1798 uznany za Pteria penguin (Röding, 1798)
- Pinctada perrutila Iredale, 1939 uznany za Pinctada albina (Lamarck, 1819)
- Pinctada radiata (Leach, 1814) uznany za Pinctada imbricata radiata (Leach, 1814)
- Pinctada vulgaris Schumacher uznany za Pinctada imbricata Röding, 1798